# Švicarski kantoni
Kantoni u Švicarskoj čine prvu razinu podjele te zemlje. Svaki od kantona ima vlastiti ustav, skupštinu, vladu i sudove zbog čega se Švicarska smatra jednom od najviše decentraliziranih zemalja na svijetu. Povijesno je svaki kanton bio nezavisna država s vlastitim granicama, vojskom i valutom sve do uspostave sadašnje federalne strukture 1848. godine.
Kantoni sami određuju stupanj autonomije svojih općina, tako da taj stupanj varira od kantona do kantona. Veličine kantona također su vrlo raznolike: variraju od 37 do 7 105 km², te od 14.900 do 1.244.400 stanovnika. Najmlađi kanton u Švicarskoj Konfederaciji je Jura koji je odcijepljen od Bernskog kantona 1978. godine.

## Popis kantona
Ovo je popis svih kantona u Švicarskoj.
| Zastava                         | Skr. | Kanton                             | Od    | Glavni grad              | Stanovništvo¹ | Površina² | Gustoća³ | Br. općina¹ | Službeni jezici                               |
| ------------------------------- | ---- | ---------------------------------- | ----- | ------------------------ | ------------- | --------- | -------- | ----------- | --------------------------------------------- |
| Zatava Züricha                  | ZH   | Zürich                             | 1351. | Zürich                   | 1.228.600     | 1.729     | 701      | 171         | njemački                                      |
| Zastava Berna                   | BE   | Bern                               | 1353. | Bern                     | 947.100       | 5 959     | 158      | 399         | njemački, francuski                           |
| Zastava Luzerna                 | LU   | Luzern                             | 1332. | Luzern                   | 350.600       | 1.493     | 233      | 107         | njemački                                      |
| Zastava Urija                   | UR   | Uri                                | 1291. | Altdorf                  | 35.000        | 1.077     | 33       | 20          | njemački                                      |
| Zastava Schwyza                 | SZ   | Schwyz                             | 1291. | Schwyz                   | 131.400       | 908       | 143      | 30          | njemački                                      |
| Zastava Obwaldena               | OW   | Obwalden                           | 1291. | Sarnen                   | 32.700        | 491       | 66       | 7           | njemački                                      |
| Zastava Nidwaldena              | NW   | Nidwalden                          | 1291. | Stans                    | 38.600        | 276       | 138      | 11          | njemački                                      |
| Zastava Glarusa                 | GL   | Glarus                             | 1352. | Glarus                   | 38.300        | 685       | 51       | 28          | njemački                                      |
| Zastava Zuga                    | ZG   | Zug                                | 1352. | Zug                      | 100.900       | 239       | 416      | 11          | njemački                                      |
| Zastava Fribourga               | FR   | Fribourg                           | 1481. | Fribourg                 | 239.100       | 1.671     | 141      | 242         | francuski, njemački                           |
| Zastava Solothurna              | SO   | Solothurn                          | 1481. | Solothurn                | 245.500       | 791       | 308      | 126         | njemački                                      |
| Zastava grada Basela            | BS   | Basel-Stadt (Basel-grad)           | 1501. | Basel                    | 186.700       | 37        | 5.072    | 3           | njemački                                      |
| Zastava Basel-Landschafta       | BL   | Basel-Landschaft (Basel-pokrajina) | 1501. | Liestal                  | 261.400       | 518       | 502      | 86          | njemački                                      |
| Zastava Schaffhausena           | SH   | Schaffhausen                       | 1501. | Schaffhausen             | 73.400        | 298       | 246      | 34          | njemački                                      |
| Zastava Appenzell Ausserrhodena | AR   | Appenzell Ausserrhoden             | 1513. | Herisau / Trogen4        | 53.200        | 243       | 220      | 20          | njemački                                      |
| Zastava Appenzell Innerrhodena  | AI   | Appenzell Innerrhoden              | 1513. | Appenzell                | 15.000        | 173       | 87       | 6           | njemački                                      |
| Zastava St. Gallena             | SG   | St. Gallen                         | 1803. | St. Gallen               | 452.600       | 2.026     | 222      | 90          | njemački                                      |
| Zastava Graubündena             | GR   | Graubünden                         | 1803. | Chur                     | 185.700       | 7.105     | 26       | 211         | njemački, retoromanski, talijanski            |
| Zastava Aargaua                 | AG   | Aargau                             | 1803. | Aarau                    | 550.900       | 1.404     | 388      | 232         | njemački                                      |
| Zastava Thurgaua                | TG   | Thurgau                            | 1803. | Frauenfeld / Weinfelden5 | 228.200       | 991       | 229      | 80          | njemački                                      |
| Zastava Ticina                  | TI   | Ticino                             | 1803. | Bellinzona               | 311.900       | 2.812     | 110      | 244         | talijanski                                    |
| Zastava Vauda                   | VD   | Vaud                               | 1803. | Lausanne                 | 626.200       | 3.212     | 188      | 382         | francuski                                     |
| Zastava Valaisa                 | VS   | Valais                             | 1815. | Sion                     | 278.200       | 5,224     | 53       | 160         | francuski, njemački                           |
| Zastava Neuchâtela              | NE   | Neuchâtel                          | 1815. | Neuchâtel                | 166.500       | 803       | 206      | 62          | francuski                                     |
| Zastava Ženeve                  | GE   | Ženeva                             | 1815. | Ženeva                   | 414.300       | 282       | 1.442    | 45          | francuski                                     |
| Zastava Jure                    | JU   | Jura                               | 1979. | Delémont                 | 69.100        | 838       | 82       | 83          | francuski                                     |
| Zastava Švicarske               | CH   | Švicarska                          |       | Bern                     | 7.261.200     | 41.285    | 174      | 2.890       | njemački, francuski, talijanski, retoromanski |

Bilješke: 
1. Podaci od 31. prosinca 2001.
2. u km²
3. po km², prema podacima iz 2000.
4. Sjedište vlade i skupštine je Herisau, pravosudno sjedište je Trogen
5. Sjedište skupštine se izmenjuje između Frauenfelda i Weinfeldena svakih pola godine

## Nazivi kantona na drugim jezicima
Ovo su nazivi švicarskih kantona na svim službenim jezicima Švicarske.
| Skr. | Hrvatski                                       | Francuski                    | Talijanski         | Njemački                   | Retoromanski      |
| ---- | ---------------------------------------------- | ---------------------------- | ------------------ | -------------------------- | ----------------- |
| AG   | Aargau                                         | Argovie                      | Argovia            | Aargau [▶]                 | Argovia           |
| AI   | Appenzell Innerrhoden                          | Appenzell Rhodes-Intérieures | Appenzello Interno | Appenzell Innerrhoden [▶]  | Appenzell dadens  |
| AR   | Appenzell Ausserrhoden                         | Appenzell Rhodes-Extérieures | Appenzello Esterno | Appenzell Ausserrhoden [▶] | Appenzell dador   |
| BS   | Basel-Stadt (Basel, Grad Basel ili Basel-grad) | Bâle-Ville                   | Basilea Città      | Basel-Stadt [▶]            | Basilea-Citad     |
| BL   | Basel-Landschaft (Basel ili Basel-pokrajina)   | Bâle-Campagne                | Basilea Campagna   | Basel-Landschaft [▶]       | Basilea-Champagna |
| BE   | Bern (Bernski kanton)                          | Berne                        | Berna              | Bern [▶]                   | Berna             |
| FR   | Fribourg                                       | Fribourg                     | Friburgo           | Freiburg [▶]               | Friburg           |
| GE   | Ženeva (Ženevski kanton)                       | Genève                       | Ginevra            | Genf [▶]                   | Genevra           |
| GL   | Glarus                                         | Glaris                       | Glarona            | Glarus [▶]                 | Glaruna           |
| GR   | Graubünden                                     | Grisons                      | Grigioni           | Graubünden [▶]             | Grischun          |
| JU   | Jura                                           | Jura                         | Giura              | Jura [▶]                   | Giura             |
| LU   | Luzern                                         | Lucerne                      | Lucerna            | Luzern [▶]                 | Lucerna           |
| NE   | Neuchâtel                                      | Neuchâtel                    | Neuchâtel          | Neuenburg [▶]              | Neuchâtel         |
| NW   | Nidwalden                                      | Nidwald                      | Nidvaldo           | Nidwalden [▶]              | Sutsilvania       |
| OW   | Obwalden                                       | Obwald                       | Obvaldo            | Obwalden [▶]               | Sursilvania       |
| SH   | Schaffhausen                                   | Schaffhouse                  | Sciaffusa          | Schaffhausen [▶]           | Schaffusa         |
| SZ   | Schwyz                                         | Schwyz (ili Schwytz)         | Svitto             | Schwyz [▶]                 | Sviz              |
| SO   | Solothurn                                      | Soleure                      | Soletta            | Solothurn [▶]              | Soloturn          |
| SG   | St. Gallen                                     | Saint-Gall                   | San Gallo          | St. Gallen [▶]             | Son Gagl          |
| TG   | Thurgau                                        | Thurgovie                    | Turgovia           | Thurgau [▶]                | Turgovia          |
| TI   | Ticino                                         | Tessin                       | Ticino             | Tessin [▶]                 | Tessin            |
| UR   | Uri                                            | Uri                          | Uri                | Uri [▶]                    | Uri               |
| VS   | Valais                                         | Valais                       | Vallese            | Wallis [▶]                 | Vallais           |
| VD   | Vaud                                           | Vaud                         | Vaud               | Waadt [▶]                  | Vad               |
| ZG   | Zug                                            | Zoug                         | Zugo               | Zug [▶]                    | Zug               |
| ZH   | Zürich                                         | Zurich                       | Zurigo             | Zürich [▶]                 | Turitg            |

## Polukantoni
Tradicionalno se šest kantona smatra „polukantonima”. Ovaj izraz se danas ne smatra odgovarajućim jer ustav iz 1999. navodi 26 ravnopravnih kantona.
- Tijekom povijesti se područje Unterwaldena uvijek nalazilo upravno podijeljeno u dva polukantona Obwalden i Nidwalden.

Ostala četiri polukantona nastala su podjelom prije postojećih kantona:
- Kao posljedica Reformacije, kanton Appenzell podijeljen je u polukantone Innerrhoden i Ausserrhoden 1597. godine.

- Kanton Basel podijeljen je u polukantone Basel-Stadt i Basel-Landschaft nakon pobune u baselskom kraju 1833. godine.

Ovi polukantoni imaju istu institucionalnu strukturu i ista prava i obveze kao i drugi kantoni, uz dvije iznimke. Ovi kantoni izabiru samo jednog predstavnika u švicarskom Vijeću kantona, dok drugi kantoni izabiru po dva. U referendumima, nije dovoljna samo nacionalna većina, veće je potreban i pristanak većine kantona. Rezultat njihovog kantonalnog izglasavanja računa se kao polovica glasova nekog drugog kantona, tako da zapravo u Švicarskoj postoji 23 kantonalna glasa.U dva kantona, Glarus i Appenzell Innerrhoden narod u Općini bira svoga predstavnika i odlučuje o svim pitanjima.

## Povijesni razvoj
Švicarska Konfederacija savezima je stvarana stoljećima.
Prvobitna tri kantona su: 
- 1291. - Uri, Schwyz, i polukantoni Obwalden i Nidwalden okupljeni pod zajedničkim imenom Unterwalden.

Konfederacija osam kantona :
- 1332. - Luzern
- 1351. - Zürich
- 1352. - Zug, Glarus
- 1353. - Bern

Konfederacija trinaest kantona:
- 1481. - Fribourg, Solothurn
- 1501. - Basel (podijeljen 1833. na dva polukantona, Basel-Stadt i Basel-Landschaft), Schaffhausen
- 1513. - Appenzell (zbog vjerskih razloga podijeljen 1597. na dva polukantona, Innerrhoden i Ausserrhoden)

Helvetska Republika (1798. – 1803.) - u kojoj su svi kantoni okupljeni u jedan jedinstveni entitet. Zbog nezadovoljstva građana, Napoleon je donio novi zakon kojim su vraćeni stari kantoni i uspostavljeni neki novi:
- 1803. - St. Gallen, Aargau, Graubünden, Thurgau, Ticino, Vaud

Moderna Švicarska :
- 1815. - Valais, Neuchâtel, Ženeva
- 1979. - Jura

## Vanjske poveznice
- (njem.)(fr.)(tal.)(engl.)Švicarski kantoni na internetu  Arhivirana inačica izvorne stranice od 23. studenoga 2010. (Wayback Machine)
- (njem.)(fr.)(tal.)(engl.)Informacije o švicarskim kantonima  Arhivirana inačica izvorne stranice od 21. travnja 2008. (Wayback Machine)